# História da nacionalidade cubana

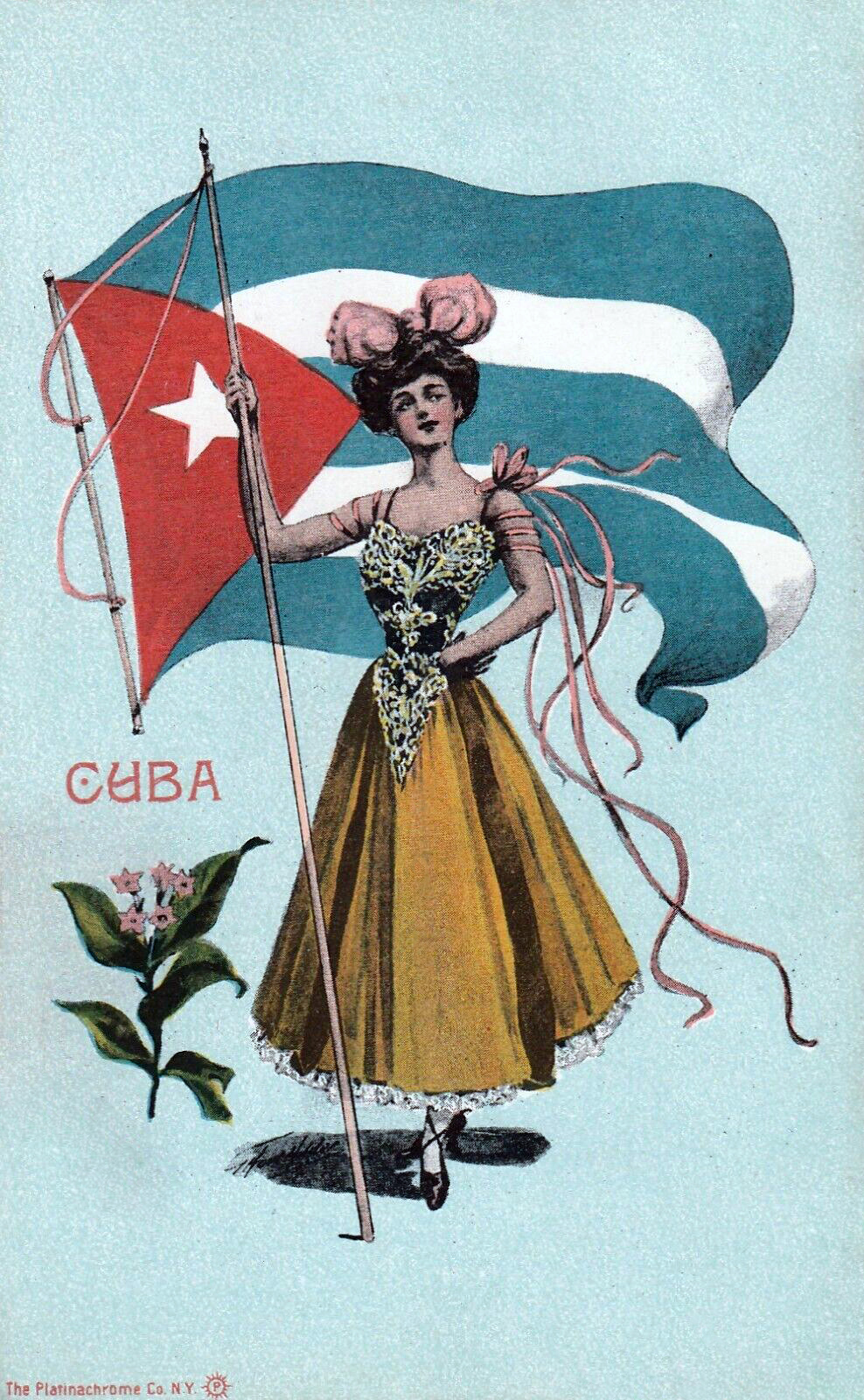
Cartão postal mostrando uma garota cubana com a bandeira nacional, 1907.

Durante a maior parte da sua história, Cuba foi controlada por potências estrangeiras. O país foi uma colônia espanhola de aproximadamente 1511 até 1898. Os Estados Unidos governaram a nação de 1898 a 1902 e interviriam nos assuntos nacionais até a abolição da Emenda Platt em 1935. A luta pela independência e por uma identidade nacional foi um assunto complexo e prolongado que começou para valer no final do século XVIII e durou até ao século XX.

## Período colonial espanhol
Desde a descoberta da ilha em 1492 até 1750, a Espanha governou Cuba à distância, com um governador nomeado pela Coroa supervisionando a colónia sob o título militar de Capitão-General. As leis aprovadas pelo Governador atravessavam o Atlântico e eram depois filtradas entre inúmeros níveis da burocracia colonial. Os administradores tendiam a comprometer-se com as elites locais, que muitas vezes recebiam permissão para administrarem eles próprios a justiça.
Na década de 1630, os americanos foram autorizados a ocupar cargos públicos em Cuba; em 1678, eles foram autorizados a ocupar cargos de juiz. Esses cargos foram rapidamente preenchidos por crioulos ricos, que muitas vezes compravam o privilégio diretamente, e operavam com reduzida supervisão espanhola. Isto levou ao aumento da corrupção e criou uma divisão entre os ricos e a classe trabalhadora. Na década de 1750, quando a Espanha procurou reafirmar o controlo na América, estas posições de elite ficaram grandemente enfraquecidas, para grande ira daqueles que tinham desfrutado dos benefícios colaterais da autoridade.
No início do século XIX, o movimento nacionalista cubano ficou atrás dos seus homólogos no resto da América Latina. Manter boas relações com Espanha era essencial para a saúde da economia essencialmente agrária de Cuba, uma vez que a nação insular dependia fortemente, na altura, da exportação do seu açúcar para os mercados europeus. Cuba, como um dos últimos bastiões da escravidão, também dependia da Espanha para proteção contra quaisquer potenciais revoltas de escravos. Em comparação com a maioria dos outros países latino-americanos da época, uma grande percentagem da população cubana era composta por espanhóis ou seus descendentes; a maioria dos povos nativos taíno e ciboney desapareceram em Cuba no início do período colonial.
No entanto, durante o século XIX, nacionalistas radicais como José Marti inspiraram os cubanos a rebelarem-se contra os seus colonizadores. Muitos nacionalistas viam a Espanha como incapaz de apoiar uma economia cubana em expansão. Cuba fez uso de novas tecnologias industriais, como as máquinas a vapor, muito antes da sua introdução em larga escala na Espanha. Os nacionalistas concluíram assim que Cuba estava a entrar numa nova fase de modernidade, enquanto a Espanha estava a tornar-se cada vez mais obsoleta e impedia Cuba de ter sucesso económico e político.
A insatisfação com a administração inepta da Espanha, a sua falta de representação no governo e os elevados impostos desencadearam o início da Guerra dos Dez Anos, na qual mais de 200.000 vidas foram perdidas. A guerra foi iniciada com a declaração de independência do plantador rico Carlos Manuel de Céspedes em outubro de 1868, conhecida como o Grito de Yara. Ser esmagado pelo exército espanhol apenas alimentou ainda mais o seu nacionalismo. Provocou a união de todo o povo cubano, com destaque para os ex-escravos, que foram libertados logo após a guerra. Isto levou à nova insurreição chamada Guerra Pequenina (em castelhano:  La Guerra Chiquita) iniciada em agosto de 1879. No entanto, quando os cubanos se levantaram novamente, a Espanha implementou a sua política de reconcentração. Isto forçou centenas de milhares de cubanos a irem para campos de trabalhos forçados, onde trabalharam e passaram fome. Os rebeldes foram derrotados no outono de 1880.

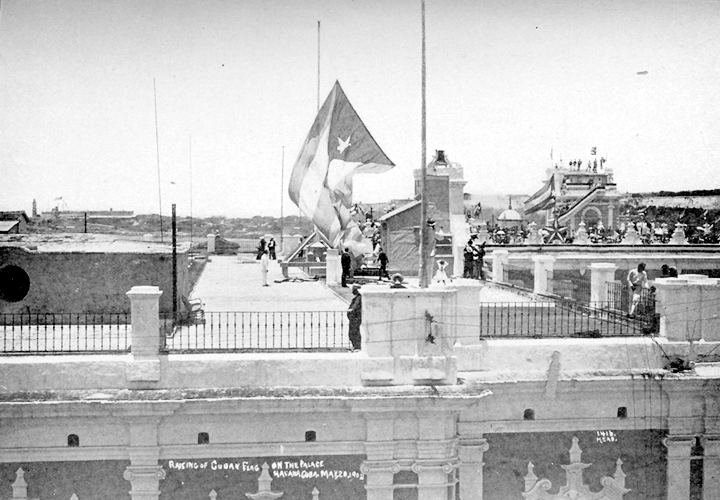
Hasteamento da bandeira cubana no Palácio do Governador-Geral ao meio-dia de 20 de maio de 1902

A Espanha deu representação a Cuba nas Cortes e aboliu a escravatura em 1886. Outras reformas prometidas, no entanto, nunca se concretizaram. Em 1894, a Espanha cancelou um pacto comercial entre Cuba e os Estados Unidos. A imposição de mais impostos e restrições comerciais incitou os cubanos economicamente em dificuldades a lançar a Guerra da Independência de Cuba, em 1895. Através de ações de guerrilha, os rebeldes cubanos assumiram o controle do leste da ilha e declarando a República de Cuba, iniciando a invasão do oeste da ilha em seguida. Em janeiro de 1896, as forças rebeldes controlavam a maior parte da ilha e o governo espanhol substituiu o governador-geral Martínez Campos pelo General Valeriano Weyler y Nicolau, que logo ficou conhecido como El Carnicero (“O Açougueiro”). Para privar os revolucionários do apoio rural do qual dependiam, Weyler instituiu um programa brutal de “reconcentração”, forçando centenas de milhares de cubanos em campos nas vilas e cidades, onde morreram de fome e doenças às dezenas de milhares. Em 1898, um terço da população de Cuba foi transferida para campos e pelo menos 170.000 cubanos civis morreram devido às condições as quais foram sujeitos, o que representava 10% da população da época.
Em 1897, a Espanha chamou de volta Weyler e ofereceu governo interno a Cuba, e no ano seguinte ordenou o fim da reconcentração. Entretanto, os rebeldes continuaram a controlar a maior parte do campo. Talvez o mais importante seja o facto de terem conquistado a simpatia da grande maioria do povo cubano para a sua causa. Além disso, notícias de atrocidades espanholas e histórias de bravura rebelde foram espalhadas pelas manchetes jornalísticas amarelas do New York Journal de William Randolph Hearst, que incitava a intromissão americana.

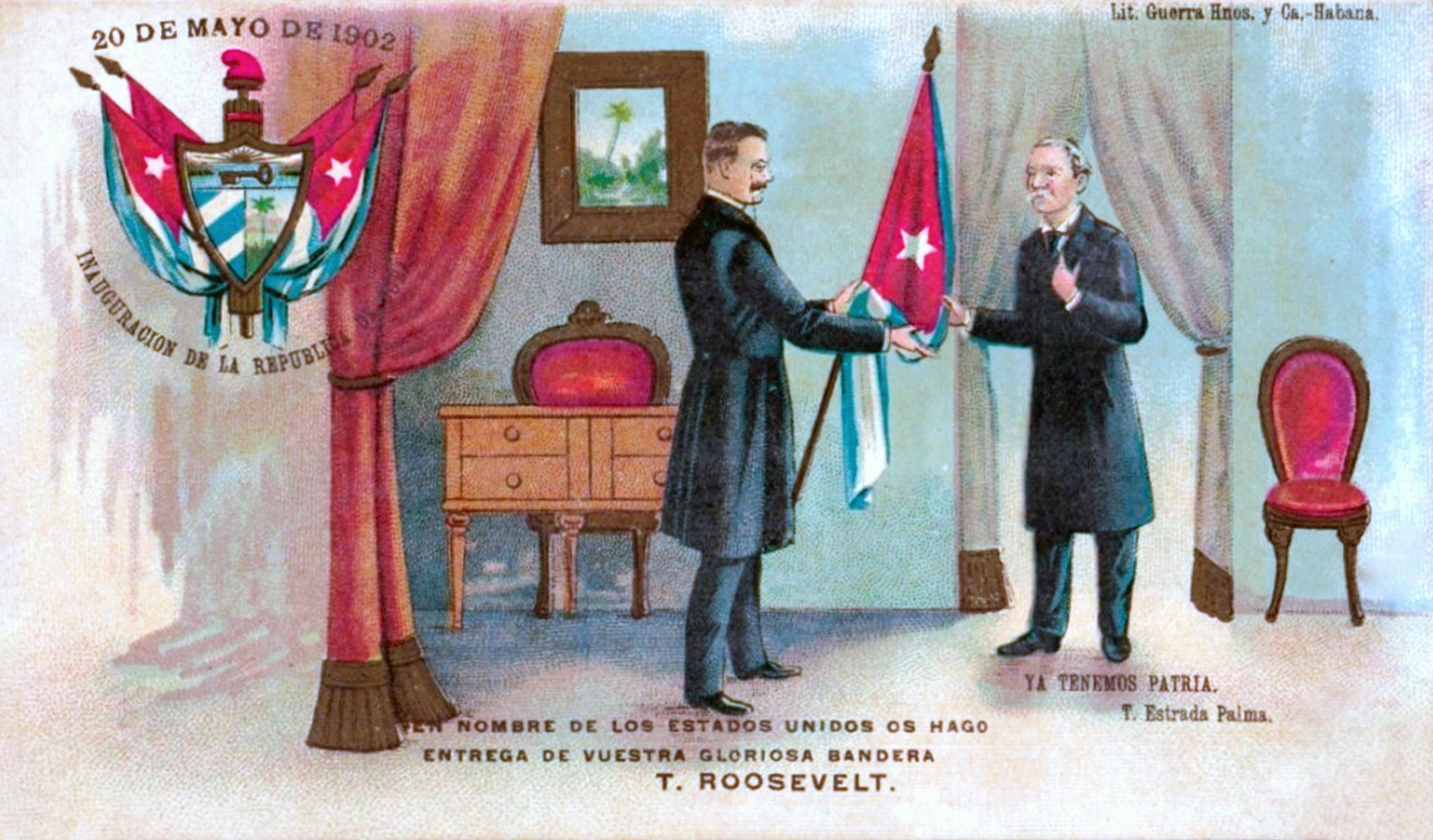
Cartão postal mostrando o Presidente dos EUA Theodore Roosevelt entregando a bandeira cubana a Tomás Estrada Palma, 1902.

Quando o USS Maine afundou no porto de Havana, em fevereiro de 1898, após uma misteriosa explosão, os Estados Unidos tiveram um pretexto para entrar em guerra, iniciando a Guerra Hispano-Americana. A guerra foi rápida e desigual, com os americanos derrotando decisivamente os espanhóis. Longe de tratarem os cubanos como iguais, os americanos apenas suplantaram o controlo espanhol de Cuba por um regime militar controlado por Washington. O comando americano limitou a participação cubana no esforço de guerra a contribuições auxiliares; as tropas cubanas foram reduzidas a batedores, mensageiros, escavadores de trincheiras, transportadores de carga e sentinelas. O Exército Libertado de Cuba foi removido das operações importantes de modo a excluir os cubanos dos acordos de paz.
Mais uma vez o nacionalismo cubano estava em alta desde que tinham acabado de lutar pela sua própria independência, e agora tinham outro país nos seus assuntos. Já em agosto de 1898, um oficial americano relatou que os cubanos "não tinham amor pelos americanos", concluindo que os insurgentes "esperavam, após o fim da guerra atual, um conflito entre eles e os Estados Unidos; e, além disso, manifestaram a sua disponibilidade para participar nesse conflito quando ele surgisse".
Pelo Tratado de Paris de 10 de dezembro de 1898, a Espanha retirou-se de Cuba e a ilha ficou sob o governo militar dos EUA. Durante de três anos o país foi ocupado até a constituição da nova república cubana ter incorporado as disposições da Emenda Platt (1901), um aditamento a uma lei de dotações dos EUA, que especificava as condições para a retirada americana. Entre essas condições estavam (1) a garantia de que Cuba não transferiria nenhuma de suas terras para nenhuma potência estrangeira, exceto os Estados Unidos, (2) limitações nas negociações de Cuba com outros países, (3) o estabelecimento de uma base naval dos EUA em Cuba e (4) o direito dos EUA de intervir em Cuba para preservar a independência cubana. Assim, a criação da República de Cuba foi efetivada em 20 de maio de 1902.

## Integração de ex-escravos

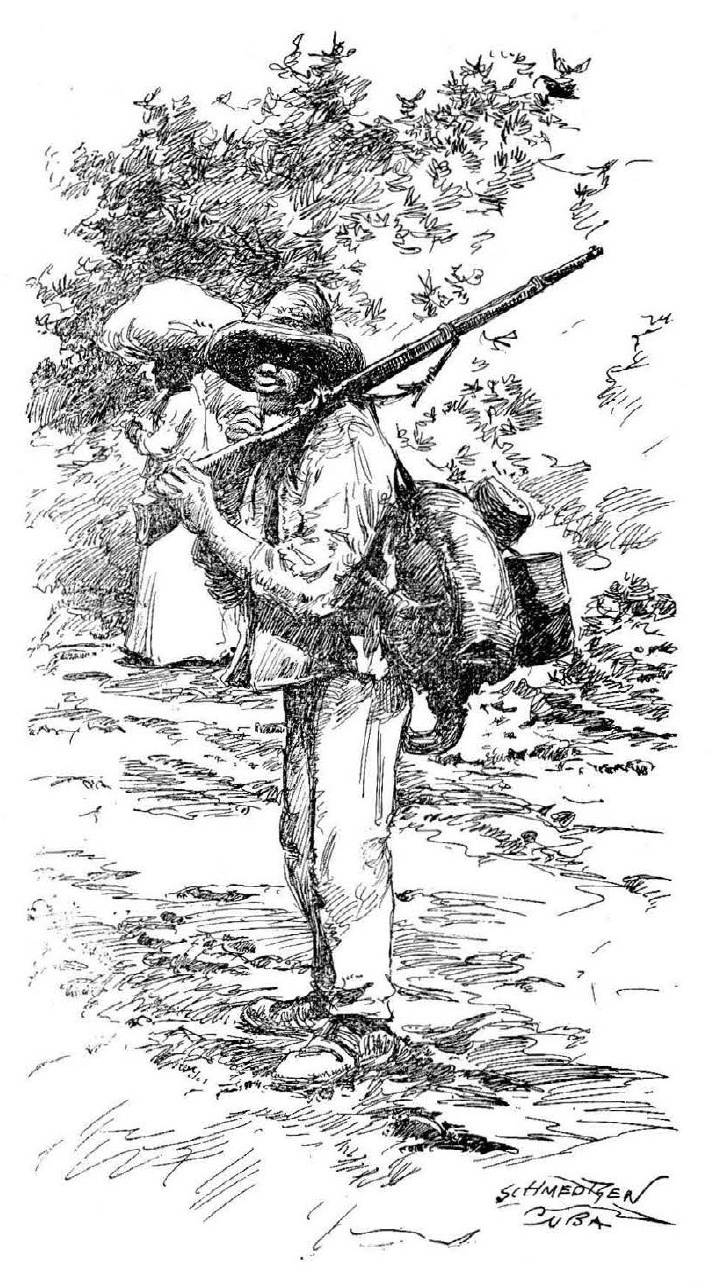
Um soldado cubano, ilustrado por William Schmedtgen em 1899.

Entre 1780 e 1867, mais de 780 mil escravos foram trazidos para Cuba. Isto foi mais do que todo o resto da América espanhola combinado. A escravidão foi fortemente apoiada pelos proprietários das plantações de açúcar altamente lucrativas. Em 1886, os negros – a maioria ex-escravos – representavam 1/3 da população de Cuba. A questão da integração era complexa e altamente controversa. Os direitos eram difíceis de obter para muitos ex-escravos e também para aqueles que viviam e trabalhavam em comunidades rurais. A emancipação foi um processo lento que começou em 1868 e continuou até 1886. Como passo preliminar, a Lei Moret de 1870 concedeu liberdade às crianças e aos maiores de sessenta anos, mas pouco mais ofereceu. À medida que as escaramuças continuavam e as perdas aumentavam durante a Guerra dos Dez Anos, as forças anticoloniais falavam mais abertamente sobre a ideia de um cidadão cubano livre. Embora ainda houvesse uma forte divisão racial, muitos escravos juntaram-se aos revolucionários. Embora esta rebelião inicial não tenha forçado mudanças significativas, a participação dos escravos não passou despercebida. No início da década de 1890, a Espanha estava disposta a oferecer direitos civis e direitos de voto bastante consideráveis a muitos ex-escravos, numa tentativa vã de enfraquecer outra tentativa de rebelião. Antes da década de 1890, o sufrágio era concedido exclusivamente aos pagadores de impostos (foi ainda mais alargado em 1895 e novamente em 1898, quando todas as ligações entre propriedade e sufrágio foram cortadas). No entanto, o tiro saiu pela culatra, pois apenas provocou as elites brancas que intensificaram as suas críticas dirigidas às políticas coloniais.
Enquanto as elites cubanas brancas e os seus administradores coloniais debatiam os direitos civis e as políticas públicas, os cubanos negros já mostravam iniciativa. O primeiro passo em direção aos direitos de propriedade ocorreu quando os proprietários de fazendas permitiram que seus escravos possuíssem um porco. Um porco poderia crescer, acumular valor, ser vendido com fins lucrativos ou consumido. Muitas pessoas rapidamente aproveitaram o potencial disso e começaram a criar o maior número possível de porcos, até mesmo alimentando-os com suas próprias rações para mantê-los crescendo. Os porcos seriam então vendidos ao proprietário da plantação ou a outra pessoa, obtendo-se lucro. Esses lucros às vezes se transformavam na propriedade de um cavalo, o que implicava um certo grau de liberdade e mobilidade. A mobilidade dos trabalhadores também foi importante na divulgação de informações (relativas à revolução, aos direitos de propriedade, etc.) a outras comunidades interessadas.
Depois da escravatura ter sido eliminada em 1888, muitos ex-escravos não tiveram outra escolha senão permanecer nas quintas onde tinham sido prisioneiros durante anos. Os proprietários das plantações adaptaram-se à situação incorporando trabalho assalariado, arrendamento e agricultura contratual. Depois de conquistarem a liberdade, alguns ex-escravos mais afortunados foram vendidos pequenos lotes de terra onde poderiam construir uma casa e plantar culturas para consumo próprio e para venda no mercado. De acordo com o Código Civil espanhol, os direitos de posse eram fundamentais, tornando muito importante um acordo assinado e verificado. Em 1890, porém, entrou em vigor um novo código civil (que tinha sido introduzido na Espanha no ano anterior) que reconhecia os direitos de prescrição (direitos dos posseiros). É verdade que estes direitos foram minimamente reconhecidos, mas ainda assim motivaram muitos trabalhadores sem terra a ocupar e cultivar terras anteriormente não utilizadas.

## Lutas pela independência
- Guerra dos Dez Anos (1868-1878)
- Guerra Chiquita (1879-1880)
- Guerra de Independência Cubana (1895-1898)

## Ocupação dos EUA
Não houve saída em massa da classe média espanhola nos anos imediatamente após o fim do domínio espanhol. Eles foram autorizados a manter a cidadania espanhola e também a ocupar a maioria dos cargos de elite disponíveis nos negócios e na Igreja. Um sistema educativo equivocado preparou mal os cubanos para ocuparem cargos em indústrias em expansão, impulsionadas principalmente pelos interesses dos EUA. Quando a ocupação terminou oficialmente, em 20 de maio de 1902, os nacionalistas puderam, pela primeira vez, olhar para uma Cuba independente. Embora tenha sido um momento de celebração, seria uma transição difícil para a completa autonomia e autodefinição. A nação-ilha sempre teve a sua identidade nacional ameaçada e esteve sob controlo repressivo estrangeiro durante séculos. Sem nenhuma verdadeira mitologia nacionalista pré-espanhola, os cubanos teriam de tentar rapidamente identificar-se no mundo moderno. Mesmo com uma demarcação nítida de fronteiras e território, não seria imediatamente claro o que significa ser cubano.